# Asphaltier

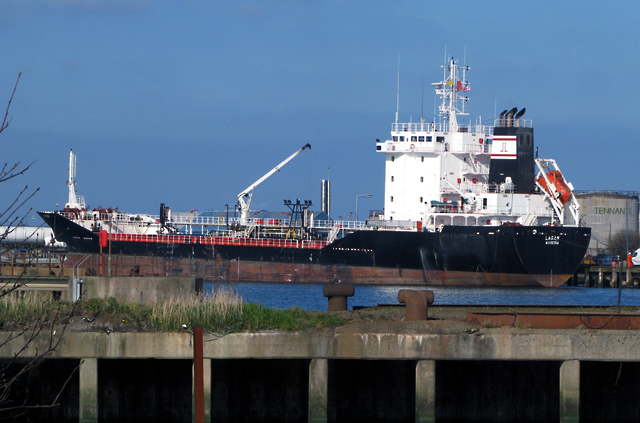
Le Lagan, à Belfast

Un asphaltier également nommé bitumier, est un chimiquier destiné au transport exclusif d'asphalte ou de bitume. Celui-ci est transporté dans des cuves chauffées entre 180 et 250 °C  afin de le maintenir à l'état liquide visqueux. Il est transporté dans des citernes indépendantes de la coque construites avec des aciers spéciaux capables de conserver leur élasticité lors de la dilatation des métaux induite par ces fortes températures. Les seules matières transportées dans ces conditions particulières hormis l'asphalte et le bitume sont la créosote de bois, le goudron, le goudron de houille et ses distillats.
En cas de naufrage, ce type de cargaison est extrêmement polluant et particulièrement difficile à éliminer ; ces navires sont donc soumis à de fortes contraintes pour leur construction, notamment pour l'épaisseur des tôles ou la présence d'une double coque.